# 小白川愛菜
小白川 愛菜（こしらかわ まな、1997年4月15日 - ）は、日本の女性声優。秋田県出身。賢プロダクション所属。

## 略歴
小さい頃から声優に興味があったが、その後看護体験で様々な患者に出会った事で、「精神的な部分から人を元気に出来るようになりたい」と感じ声優を目指した。
秋田県立秋田北高等学校在学中から東北高等学校放送コンテストや全国高等学校総合文化祭にて朗読部門で参加していた。高校二年生の時には第三回全日本声優コンテスト「声優魂」において、声優部門の国内カテゴリーで入賞している。
2018年、アミューズメントメディア総合学院声優学科卒業。スクールデュオ20期アッパークラス出身。2020年4月1日から賢プロダクションに所属している。

## 人物
特技はピアノ、チャカリナ（オカリナ）、秋田弁。趣味は散歩、雪だるまづくり。所持資格は認知症介助士、シニアフードアドバイザー。
普段のレッスンで心掛けていることとして、「向上する為に自分自身と戦い、作品を良くする為に仲間と共に戦うこと」と語っている。
今後の目標として、「賢プロダクションの声優として第一線で活躍すること」を挙げている。

## 出演
太字はメインキャラクター。

### テレビアニメ
- 名探偵コナン（2020年、女性事務員[7]）
- 恋と呼ぶには気持ち悪い（2021年、女性[8]）
- クレヨンしんちゃん（2024年、客E[9]、女性C[10]）
- ぷにるはかわいいスライム（2024年、生徒[11]）
- 機動戦士Gundam GQuuuuuuX（2025年[12]）
- サザエさん（2025年 - 、大空カオリ〈3代目〉[13]）

### 劇場アニメ
- 劇場版 うたの☆プリンスさまっ♪ マジLOVEキングダム（2019年、歓声キャスト）
- きみの色（2024年、女子生徒達）

### OVA
- ミヤモトムサシのこうつうあんぜん 五輪の書（2020年、ムサシ）

### ゲーム
2019年
- WAR OF THE VISIONS ファイナルファンタジー ブレイブエクスヴィアス 幻影戦争（スネフリンガ）

2020年
- 8 beat Story♪（女の子）
- REALIVE!〜帝都神楽舞隊〜（少女、村娘、町娘、係員、観客）

2021年
- CHOJO-CryptoGirlsArena-（天乃うるみ）
- セブンナイツ2（氷の妖精、サキュバスレメラ、ローゼンバウムの住民、子供、市民）
- IDOLY PRIDE（アイドル、練習生）

2022年
- 永久少年 Side Project -トワイライトなスピカ-（女性客、観客）

2023年
- ひぐらしのなく頃にOrigin

2024年
- けものフレンズ3（マネキネコ）

### ドラマCD
- 虚構推理
- 空撃ち少女はトリガーハッピー（安曇あづみ）

### デジタルコミック
- それでは先生、お願いします。（2022年、えみか、女性客1、幼い赤瀬川、赤瀬川のファン1、女性客1）[14]
- 親愛なるオメガへ（2023年、娘）[15]

### 吹き替え

#### 映画
- スーパーマン（スーパーマンロボ12号[16]）
- バイバイマン（トリーナ）
- ビートルジュース ビートルジュース（霊界アナ[17]）

#### ドラマ
- ウィッチャー（エルフ女、娼婦）
- 京城クリーチャー（病院客女）
- シカゴ・メッド シーズン8（エルザ・カーリー）
- シャイニング・ガールズ（院内アナウンス、女記者、女、生徒たち）
- ディキンスン 〜若き女性詩人の憂鬱〜 シーズン3（茶帽子の女性、女友達）
- ナルコス:メキシコ編
- 保健教師アン・ウニョン（ヒョンジン、生徒、園芸部、教師女 他）
- 迷宮のアリス（女の子、女性）

#### アニメ
- スーパーチームフォー（メンバー1）
- 立ち上がれ! ペット団 〜ロボシティを救え〜（タイガー、女の子）
- パンダのシズカ（男の子ネズミ、女性ネズミ、女性サル）
- ビッグシティ・グリーン（カップル女）

### ボイスオーバー
- ZIP!×3D彼女 日仏で体感 オタクってカッコいい! トレビア〜ンSP!!
- ハック・マイ・ホーム 〜我が家が大変身!〜（ジュダ）
- ワールド極限ミステリー

### ナレーション
- 空からみるISOGO（屏風浦しおみ）
  - Drobe in city
  - Drobe in city vol.2〜杉田梅林編
  - Drobe in city vol.3〜左右手川・大岡川編
- ボートレースびわこ スペシャルウィーク告知動画

### その他コンテンツ
- 飛騨市 憧れの声優体験会（朗読）
- ルックバック（方言指導）